# State Parks in Minnesota

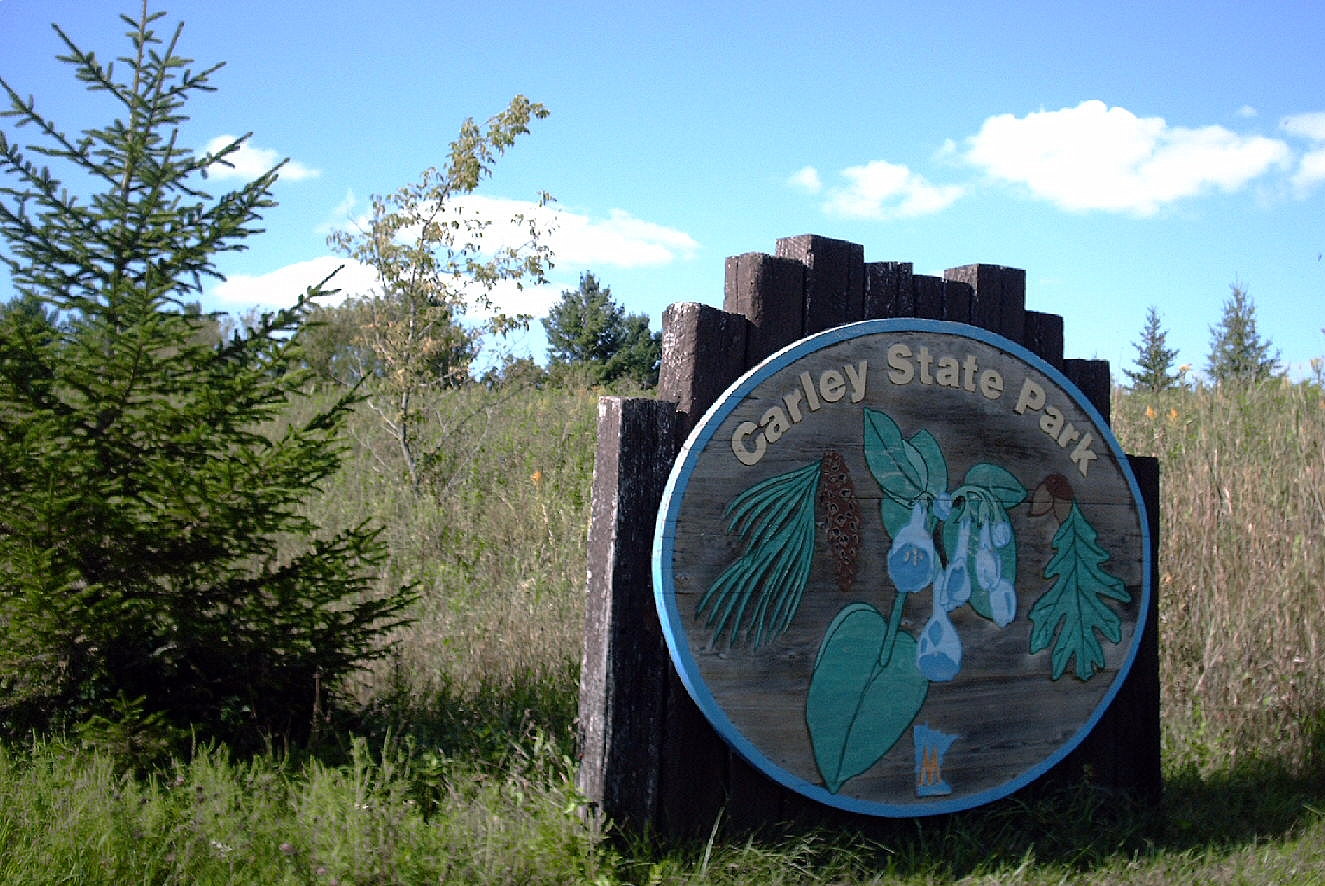
Carley State Park

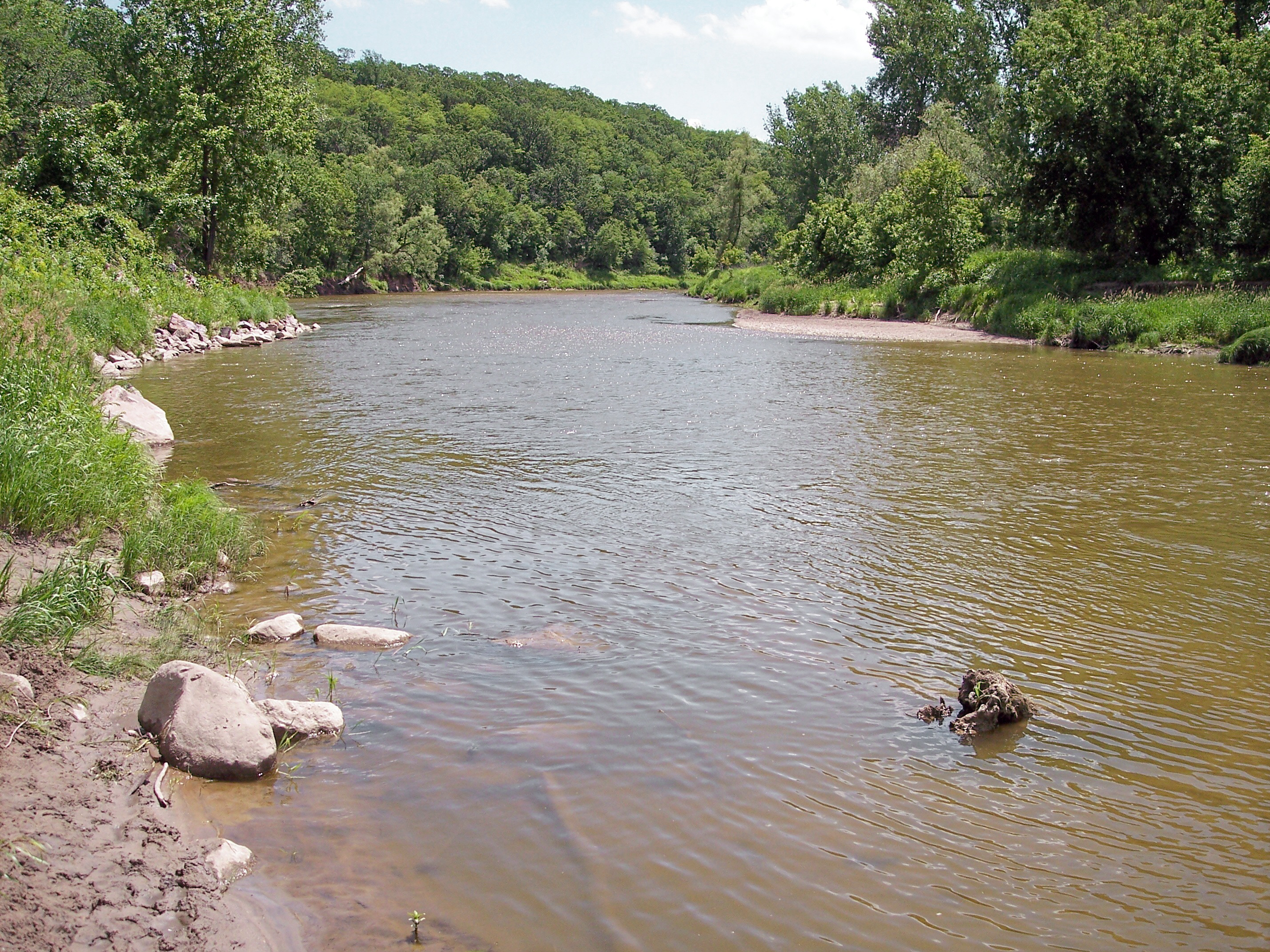
Flandrau State Park

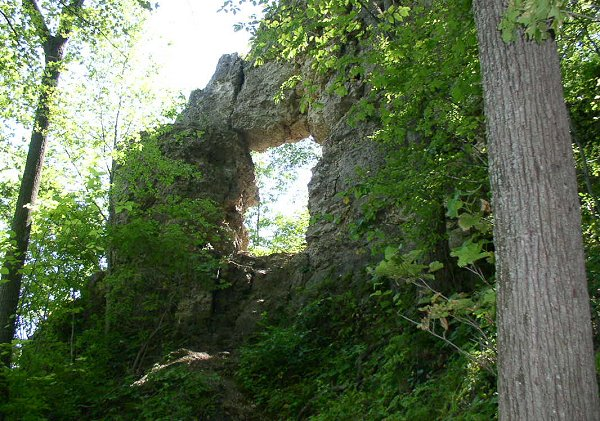
Frontenac State Park

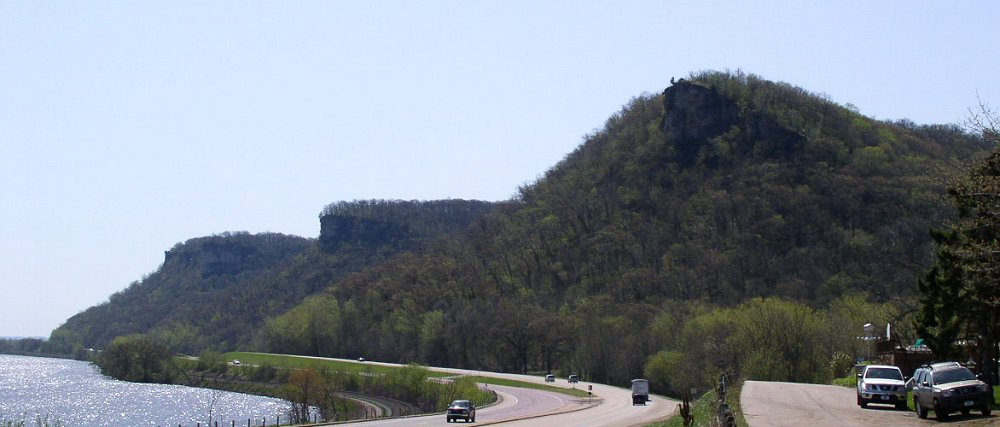
John A. Latsch State Park

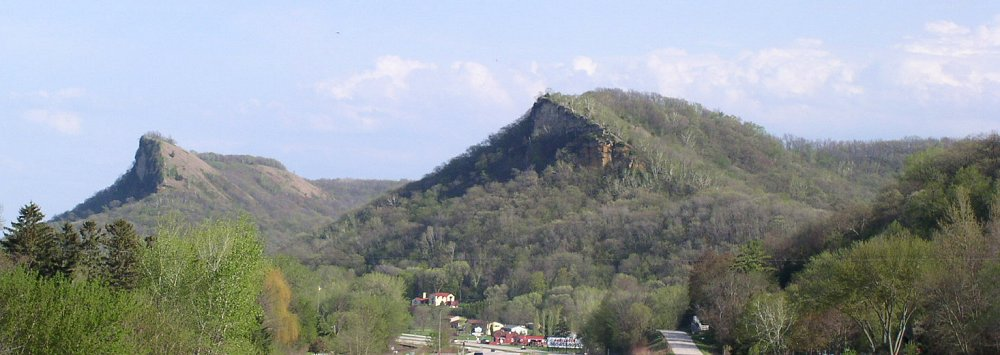
Great River Bluffs State Park

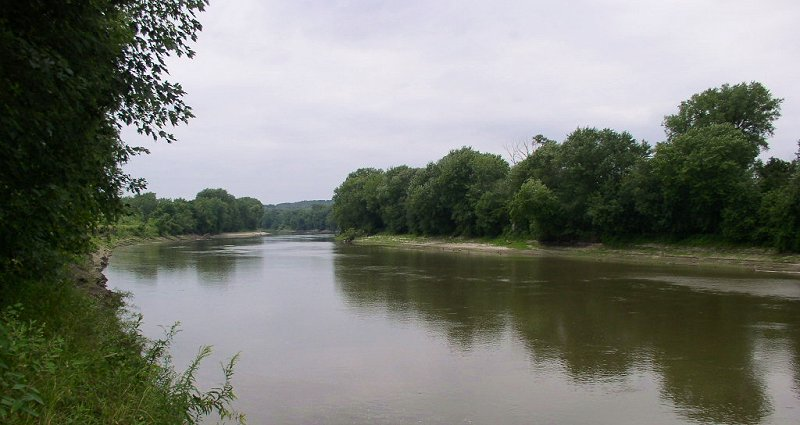
Minnesota Valley State Recreation Area

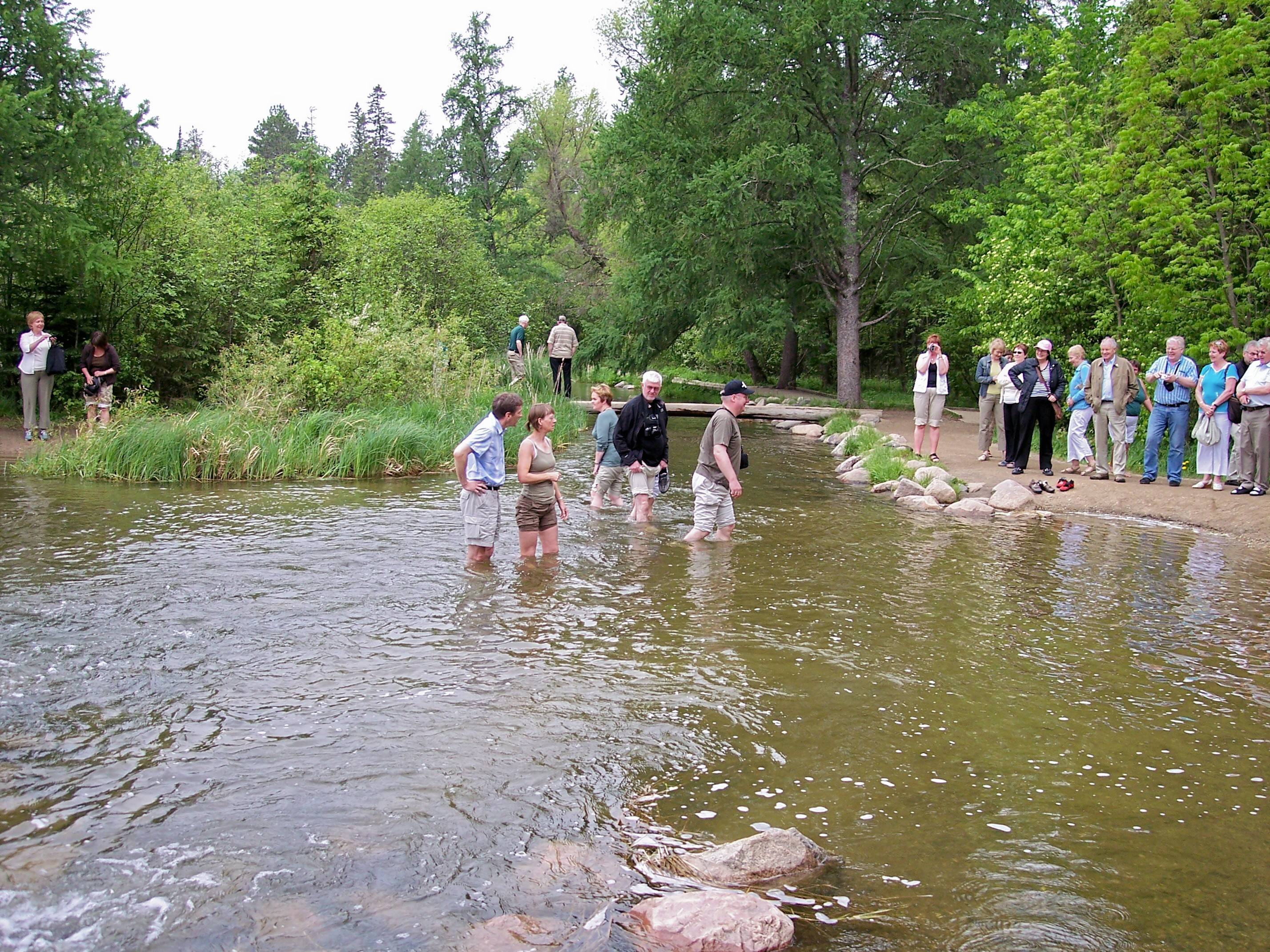
Itasca State Park

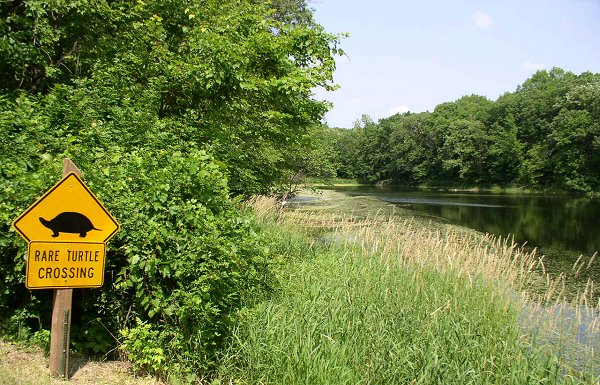
Lake Maria State Park

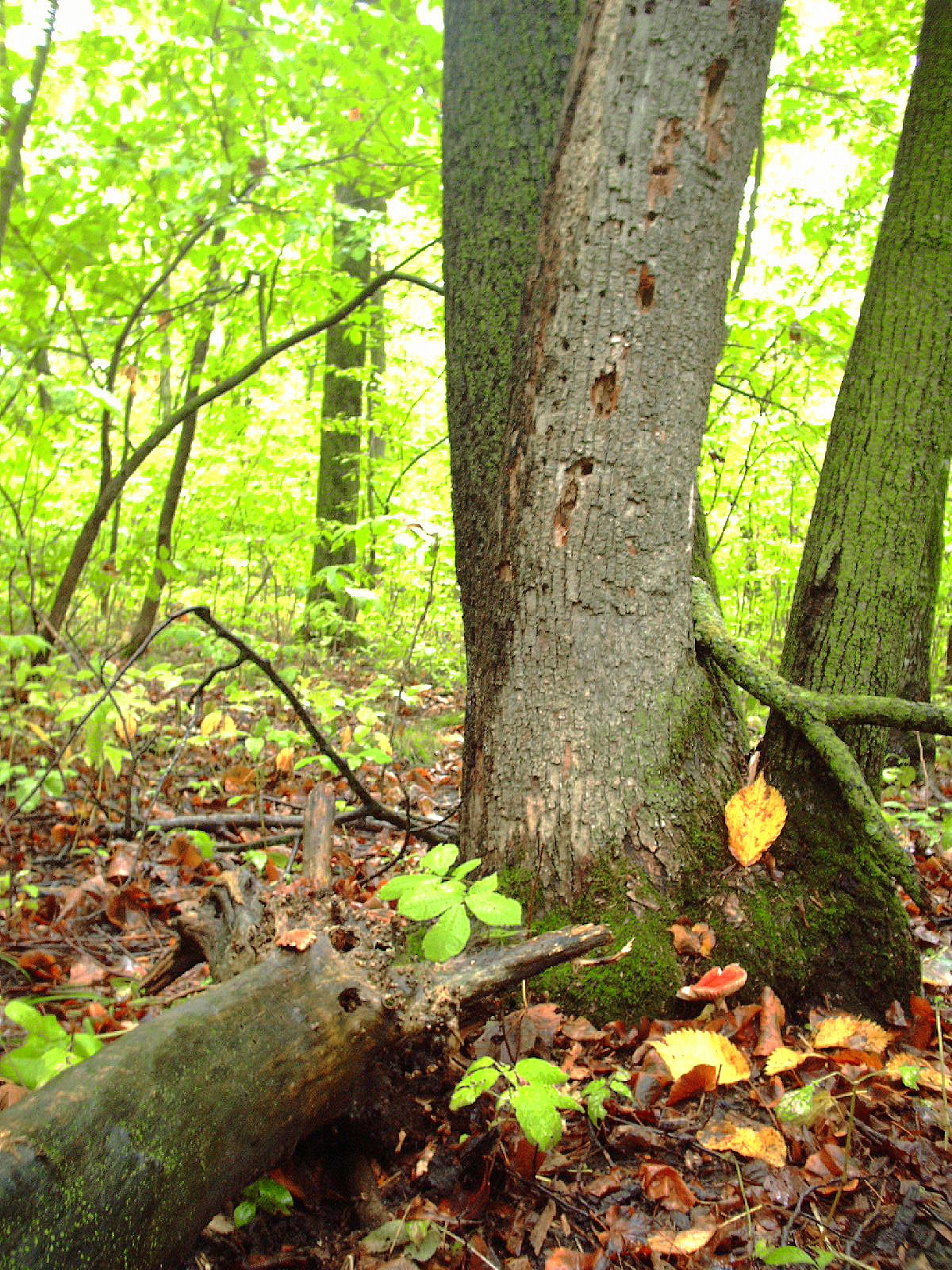
Nerstrand-Big Woods State Park

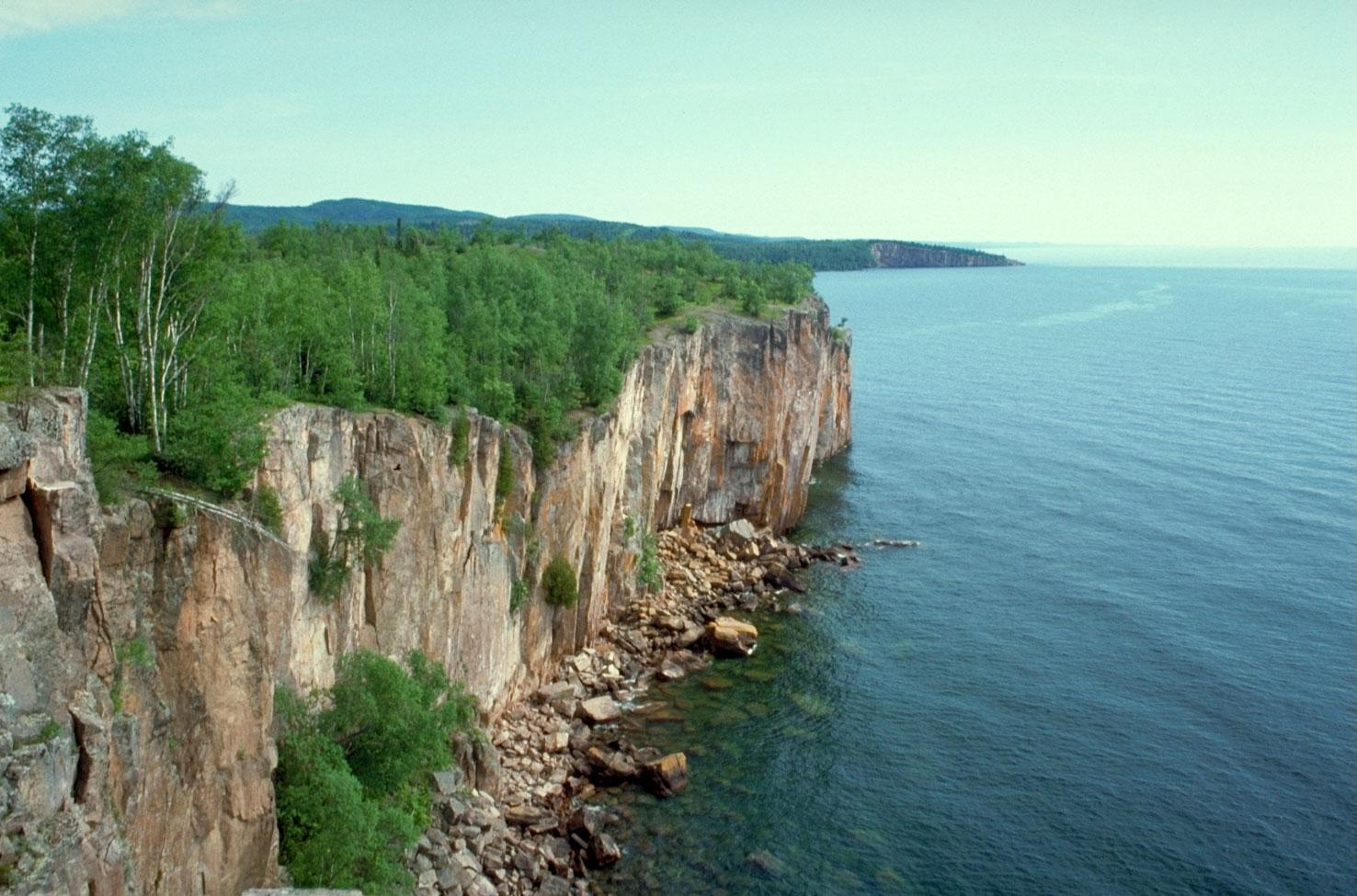
Tettegouche State Park

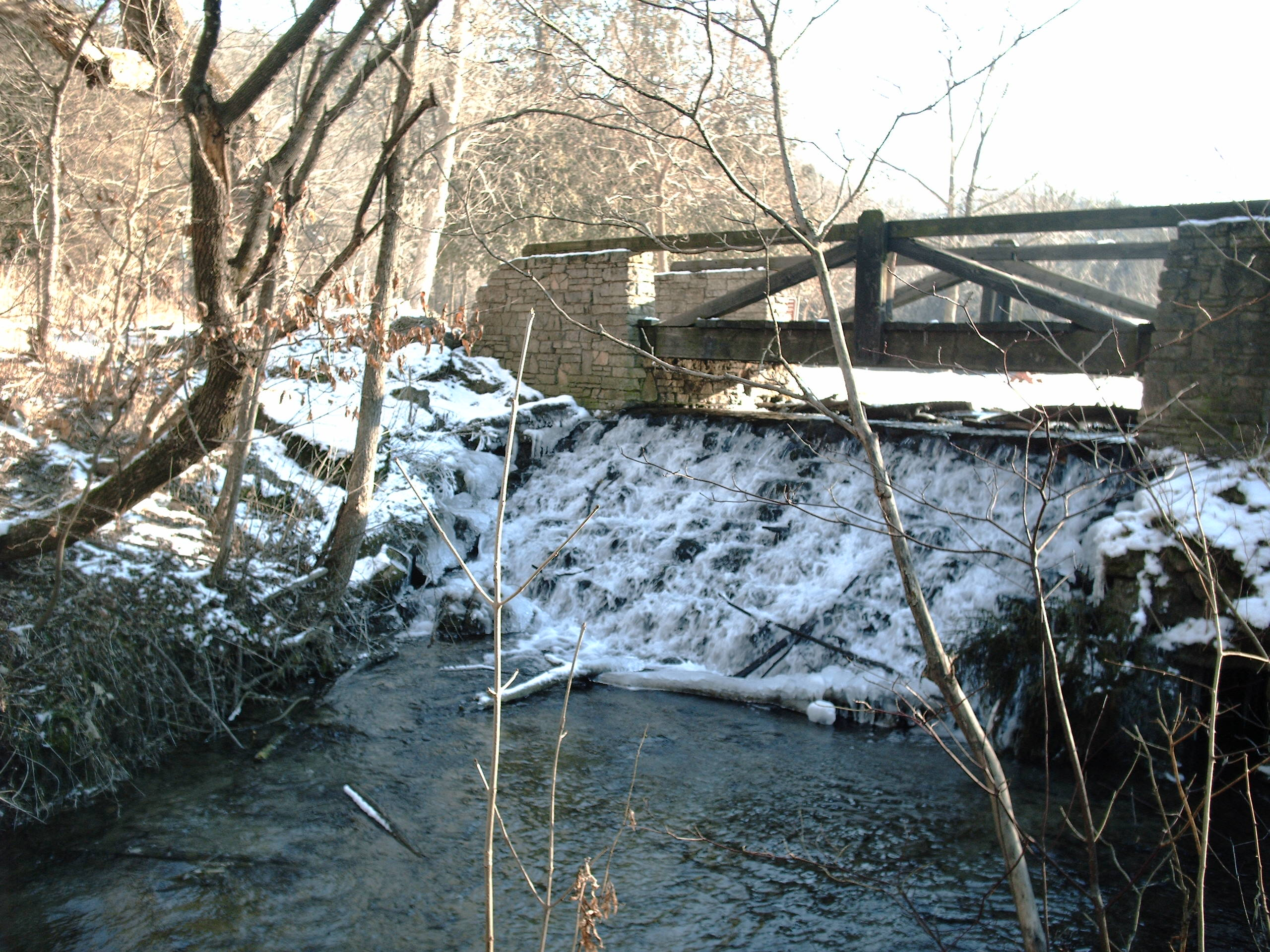
Whitewater State Park

Dies ist eine Liste der State Parks im US-Bundesstaat Minnesota. Seit 1891 wurden durch die Regierung Minnesotas 71 State Parks geschaffen, die vom Department of Natural Resources instand gehalten werden.

## State Parks
- Afton State Park, Washington County
- Banning State Park, Pine County
- Bear Head Lake State Park, St. Louis County
- Beaver Creek Valley State Park, Houston County
- Big Bog State Recreation Area
- Big Stone Lake State Park, Big Stone County
- Blue Mounds State Park, Rock County
- Buffalo River State Park, Clay County
- Camden State Park, Lyon County
- Carley State Park, Wabasha County
- Cascade River State Park, Cook County
- Charles A. Lindbergh State Park, Morrison County
- Crow Wing State Park, Crow Wing, Cass und Morrison County
- Cuyuna Country State Recreation Area
- Father Hennepin State Park, Mille Lacs County
- Flandrau State Park, Brown County
- Forestville Mystery Cave State Park, Fillmore County
- Fort Ridgely State Park, Nicollet und Renville County
- Fort Snelling State Park, Ramsey, Hennepin und Dakota County
- Franz Jevne State Park, Koochiching County
- Frontenac State Park, Goodhue County
- Garden Island State Recreation Area
- George H. Crosby Manitou State Park, Lake County
- Glacial Lakes State Park, Pope County
- Glendalough State Park, Otter Tail County
- Gooseberry Falls State Park, Lake County
- Grand Portage State Park, Cook County
- Great River Bluffs State Park, Winona County
- Hayes Lake State Park, Roseau County
- Hill-Annex Mine State Park, Itasca County
- Interstate Park, Chisago County
- Iron Range Off-Highway Vehicle State Recreation Area
- Itasca State Park, Hubbard, Clearwater und Becker County
- Jay Cooke State Park, Carlton County
- John A. Latsch State Park, Winona County
- Judge C. R. Magney State Park, Cook County
- Kilen Woods State Park, Jackson County
- La Salle Lake State Recreation Area
- Lac Qui Parle State Park, Lac qui Parle und Chippewa County
- Lake Bemidji State Park, Beltrami County
- Lake Bronson State Park, Kittson County
- Lake Carlos State Park, Douglas County
- Lake Louise State Park, Mower County
- Lake Maria State Park, Wright County
- Lake Shetek State Park, Murray County
- Lake Vermilion-Soudan Underground Mine State Park, St. Louis County
- Maplewood State Park, Otter Tail County
- McCarthy Beach State Park, St. Louis County
- Mille Lacs Kathio State Park, Mille Lacs County
- Minneopa State Park, Blue Earth County
- Minnesota Valley State Recreation Area
- Monson Lake State Park, Swift County
- Moose Lake State Park, Carlton County
- Myre-Big Island State Park, Freeborn County
- Nerstrand-Big Woods State Park, Rice County
- Old Mill State Park, Marshall County
- Red River State Recreation Area
- Rice Lake State Park, Steele und Dodge County
- St. Croix State Park, Pine County
- Sakatah Lake State Park, Le Sueur und Rice County
- Savanna Portage State Park, Aitkin und St. Louis County
- Scenic State Park, Itasca County
- Schoolcraft State Park, Cass und Itasca County
- Sibley State Park, Kandiyohi County
- Split Rock Creek State Park, Pipestone County
- Split Rock Lighthouse State Park, Lake County
- Temperance River State Park, Cook County
- Tettegouche State Park, Lake County
- Upper Sioux Agency State Park, Yellow Medicine County
- Whitewater State Park, Winona County
- Wild River State Park, Chisago County
- William O’Brien State Park, Washington County
- Zippel Bay State Park, Lake of the Woods County